# المرأة النسر
المرأة النسر، (لاكوتا: تُعرف أيضًا باسم ماتيلدا بيكوت غالبين؛ 1820 — 18 ديسمبر 1888) ناشطة في لاكوتا ودبلوماسية وتاجرة ومترجمة، وكانت معروفة بجهودها في التوسط في النزاعات بين المستوطنين البيض وحكومة الولايات المتحدة وسيوكس.
لقد فازت في حرب تجارية محلية، عندما حاول مسؤول حكومي إغلاق مركزها التجاري، واستمرت في العمل كوسيطة وزعيمة مجتمعية خلال التعدي الأبيض على الأراضي الأصلية خلال بلاك هيلز غولد راش، بما في ذلك كونها قد اختيرت من حكومة الولايات المتحدة كجزء من وفد إلى واشنطن العاصمة في عام 1872.
نظمت مع ابنتها لويز أول مدرسة نهارية في محمية ستاندينغ روك الهندية. واصلت مساعدة القبائل في التكيف مع الحياة حتى وفاتها في عام 1888. في عام 2010، أُدخلت إلى قاعة مشاهير ساوث داكوتا.

## حياتها المبكرة
وُلدت في نزل سيوكس بالقرب من نهر ميسوري، على بعد نحو 45 ميلًا (72 كم) جنوب بيير الحديثة، داكوتا الجنوبية، كانت الأصغر بين ثمانية أطفال، وستتأثر قيادتها اللاحقة بوالدها. أمضت طفولتها فيما سيصبح غرب داكوتا الجنوبية ولم يكن لديها اتصال يذكر بالثقافة أو الحكومة البيضاء. كانت تبلغ من العمر 13 عامًا عندما توفي والدها عام 1833، ليدفن على ضفاف نهر شايان، وفي عام 1837 ماتت والدتها بسبب مرض الجدري بعد أن فرت القبائل من الأنهار هربًا من المرض.
في عام 1838، بعد وفاة والديها، تزوّجت من تاجر الفراء الكندي هونوريه بيكوت، وهو وكيل عام مرموق في أعلى منصب في منطقة ميسوري، لقد زُعم أن مثل هذه الزيجات كانت مفيدة للطرفين: بالنسبة للنساء الأصليات، فإن الزواج من تاجر يرفع من مكانتهن (على الرغم من عدم ذكر ما إذا كان وضعهن مرتفعًا مع القبيلة أو مع الأوروبيين أو كليهما) مع الفوائد الإضافية للوصول إلى السلع، بينما بالنسبة للتجار، أدى الزواج إلى تحسين علاقاتهم التجارية مع القبائل الأصلية.
بينما تصاعدت التوترات في عام 1854، أسس الزوجان عمليات تجارية ناجحة في اقتصاد المنطقة المتضائل بعد الحرب الأهلية وحلّ نزاعات متعددة بين المستوطنين والقبائل في المنطقة.
مكثت العائلة لفترة من الوقت في فورت بينتون، مونتانا ابتداءً من عام 1860، حيث تولت غالبين منصبًا في لابارج، هاركنيس آند كومباني. هناك، توفي ويليام في 26 أغسطس. سافرت العائلة عبر النهر باتجاه منزل أجدادهم لدفن ويليام، وفي النهاية تعاقدت على تسليم 10 عمال مناجم إلى فورت راندال في طريقهم. في الطريق، كان الزوجان محاطين بسانتي سيوكس الذي قاد مذبحة بحيرة شتيك مؤخرًا؛ ومع ذلك، تعرف أحد المحاربين على امرأة النسر وسمح لهما بالمرور بعد أن قالت إن لديها هدايا للنزل المحلي وأنها تريد أيضًا نقل أحد أبنائها لدفنه. تفاوض آل غالبين على إطلاق سراح بعض أسرى سانتي عند وصولهم إلى حصن لافرامبواز، وأرسل مجموعة لفدية اثنتين من النساء وأربعة أطفال.
في عام 1865، قامت بحماية جندي أبيض جريح بشالها، بعد تعرضه لكمين وإطلاق النار عليه بثلاثة سهام.
تطلب الانتقال إلى الحجز من غالبين ترك وظيفتها السابقة وأن تصبح تاجرة مستقلة، وهو ما يحتاج إلى مخزون جديد من الإمدادات. ولهذه الغاية، سافرت العائلة إلى سانت لويس، حيث سعت أيضًا لاستعادة ابنتهما لولو التي كانت تذهب إلى المدرسة هناك. قدم دي سميت امرأة النسر إلى ويليام تيكومسيه شيرمان، الذي كان في ذلك الوقت يقود لجنة السلام الهندية التي أكملت للتو المعاهدة مع سيوكس، التي كلفت بتنفيذها.
أنشأت مركزًا تجاريًا وأصبحت معروفة بكرمها وتفانيها في استقلال القبائل. أشركت عائلتها بأكملها في جهودها. عندما أجبرت الحكومة سيوكس على الزراعة في أرض قاحلة، كانت طريقة حياة غريبة ومربكة لهؤلاء الناس في السهول المفتوحة، ومع القليل من المساعدة الموعودة في المعاهدة، وزعت عائلة غالبين البضائع مجانًا على المحتاجين.
واصلت نشاطها من أجل السلام من خلال نزع فتيل النزاعات شخصيًا ووحدها، ورفض المتاجرة بالأسلحة النارية أو الذخيرة. نتيجة الخلاف حول إصابة رجل لقتله إحدى الأبقار التابعة للوكالة الهندية تجمع حشد غاضب قوامه 5000 في مكتب الوكالة، مهددين البيض بالداخل عند الفجر. لقد أحرجت الحشد، قائلة لهم إنهم ليسوا شجعانًا للمجيء إلى هنا لقتل ستة رجال بيض!، وقامت بتوزيع الهدايا على أولئك الذين تعرف أنهم شعروا بأكبر قدر من الإهمال.
كان أحد الرجال البيض الذين أنقذتهم في ذلك اليوم هو الملازم ويليام هارمون، الذي تزوج لاحقًا من ابنتها لولو. بعد أن منحت مباركتها لهما، سافرت مع ابنتها على متن قارب نهري إلى شيكاغو، للحصول على فستان زفاف. ومع ذلك، قبل بدء الاحتفال، في 30 نوفمبر 1869، مرض تشارلز غالبين وتوفي. تركها هذا، مع أطفالها، لتولي المركز التجاري كأول سيدة أعمال في الإقليم. واصلت كرمها كما كان من قبل. تزوجت لولو وهارمون في 26 يوليو 1870 في مدينة سيوكس.

## وفد 1872
في عام 1872، اختارت حكومة الولايات المتحدة (امرأة النسر) لاختيار وفد من القادة، وإحضارهم إلى واشنطن العاصمة، والترجمة الفورية لهم. سافروا عن طريق النهر إلى مدينة سيوكس، ثم بالقطار عبر شيكاغو، ووصلوا إلى واشنطن في 15 سبتمبر.

## الحياة اللاحقة والموت
أمضت امرأة النسر سنواتها الأخيرة في محمية ستاندينغ روك الهندية مع الأصدقاء وبناتها وأحفادها. في 18 ديسمبر 1888، توفيت في منزل ابنتها ألما، مزرعة كانون في مقاطعة مورتون الحديثة، داكوتا الشمالية. على الرغم من عدم وصول أي من أبنائها إلى سن الرشد، إلا أنها ماتت محاطة ببناتها.
دُفنت امرأة النسر في مقبرة فورت ييتس. لم يُعثَر على إعلان وفاتها في الصحف في ذلك الوقت. في منتصف القرن العشرين، نُقل رفاتها من قبل فيلق المهندسين بالجيش كجزء من بناء بحيرة أوهي.
واصلت ألما كرمها تجاه البيض والسكان الأصليين على حدٍ سواء في المنطقة، وحضر جنازة ألما أكثر من ألف شخص.

## الإرث
أُدخلت غالبين قاعة مشاهير ساوث داكوتا بصفتها بطلة التميز في عام 2010، بسبب محاولاتها للتوصل إلى حل وسط سلمي بين مجتمعات الهنود الأمريكيين الأصليين والمجتمعات البيضاء.
أطلقت عليها صحيفة بسمارك تريبيون اسم المرأة الهندية الأكثر شهرة من بين جميع دول غرب الهند، بجانب سكاكاويا.